# América Libre
América Libre es una localidad del estado mexicano de Chiapas. Es parte del municipio de Chiapa de Corzo.

## Demografía
| Gráfica de evolución demográfica |
|                                  |

| Censo | Población |
| ----- | --------- |
| 1930  | 4         |
| 1940  | 57        |
| 1950  | 254       |
| 1960  | 442       |
| 1970  | 653       |
| 1980  | 660       |
| 1990  | 755       |
| 2000  | 871       |
| 2010  | 1,073     |
| 2020  | 1,086     |